# Екстрений медичний технік
Екстрений медичний технік (англ. Emergency Medical Technician, EMT) — термін, що використовується у багатьох країнах для визначення працівника екстреної медичної служби (ЕМС) певної кваліфікації, тренованого для надання допомоги при різноманітних невідкладних ситуаціях. У вузькому значенні термін «екстрений медичний технік» вказує на працівника ЕМС з рівнем підготовки вище екстреного медичного реагувальника, але нижче парамедика. Це власне екстрений медичний технік базового рівня (ЕМТ-базовий або ЕМТ-В, англ. EMT-Basic). Цьому рівню і відповідає професія екстреного медичного техніка в Україні, впроваджена в ході реформи швидкої (екстреної) медичної допомоги.
Хоча екстрені медичні техніки зазвичай працюють на автомобілях екстреної медичної допомоги, їх не слід плутати з «водіями швидкої допомоги» чи «санітарами швидкої допомоги» — персоналом, якого в минулому не навчали екстреній медичній допомозі чи керуванню транспортом.

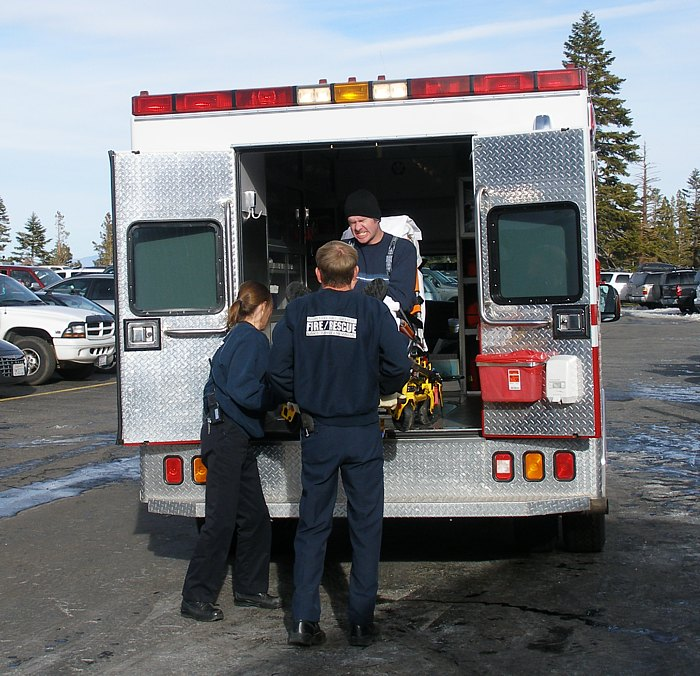
Екстрені медичні техніки завантажують пораненого лижника у автомобіль швидкої допомоги.

У світі ЕМТ можуть працювати в ЕМС, пожежних відділках (можна побачити при гасінні пожеж), у відділках поліції (можна побачити у патрульних машинах). Проте EMT мають обмежені медичні навчання та навички.

## Рівні підготовки
У ширшому офіційному значенні багатьох країн «екстрені медичні техніки» — це певний клас медичних професій переважно догоспітального етапу екстреної медичної допомоги. Залежно від країни він може включати кілька окремих професій, серед яких ЕМТ-В (ЕМТ-базовий), ЕМТ-розширений та парамедик (офіційно ЕМТ-Р або ЕМТ-парамедик).
У різних країнах або регіонах однієї країни існують відмінності у назвах та підготовці, терміну навчання різних типів екстрених медичних техніків. Відповідно можуть розрізняти наступні типи ЕМТ:
- ЕМТ базового рівня або ЕМТ-В (власне ЕМТ) — найнижчий рівень ЕМТ, єдиний для деяких країн;
- ЕМТ-I (англ. ЕМТ-Intermediate, ЕМТ проміжного рівня) або ЕМТ-А (англ. ЕМТ-Advanced, ЕМТ розширеного рівня);
- ЕМТ-Р (англ. ЕМТ-Paramedic) або власне парамедик[2];
- Парамедик інтенсивної терапії або інший спеціалізований парамедик, який додатково володіє іншими навичками[1].

Окремо, відокремлюють, не включаючи до екстрених медичних техніків, екстреного медичного реагувальника (англ. EMR) — працівника системи ЕМС з мінімальними клінічними знаннями та навичками.
|                                                                                            | Екстрений медичний реагувальник | Екстрений медичний технік           | Парамедик                                                          |
| ------------------------------------------------------------------------------------------ | ------------------------------- | ----------------------------------- | ------------------------------------------------------------------ |
| Тривалість навчання                                                                        | кілька тижнів                   | близько місяця                      | 3-4 роки                                                           |
| Місце роботи                                                                               | ДСНС, Національна поліція, тощо | бригади екстреної медичної допомоги | бригади екстреної медичної допомоги, відділення екстреної допомоги |
| Компетенції                                                                                |                                 |                                     |                                                                    |
| Зупинка кровотечі                                                                          |                                 |                                     |                                                                    |
| Прямий тиск                                                                                | Purple tick                     | Purple tick                         | Purple tick                                                        |
| Тиснуча пов'язка                                                                           | Purple tick                     | Purple tick                         | Purple tick                                                        |
| Накладання джгута                                                                          | Purple tick                     | Purple tick                         | Purple tick                                                        |
| Дихальні шляхи                                                                             |                                 |                                     |                                                                    |
| Прийом Геймліха                                                                            | Purple tick                     | Purple tick                         | Purple tick                                                        |
| Закидання голови — виведення підборіддя                                                    | Purple tick                     | Purple tick                         | Purple tick                                                        |
| Перевірка прохідності дихальних шляхів                                                     | Purple tick                     | Purple tick                         | Purple tick                                                        |
| Маневр Селіка                                                                              | Purple tick                     | Purple tick                         | Purple tick                                                        |
| Ручне очищення верхніх дихальних шляхів                                                    | Purple tick                     | Purple tick                         | Purple tick                                                        |
| Постановка назофарингеального повітроводу                                                  | Purple tick                     | Purple tick                         | Purple tick                                                        |
| Постановка орофаригеальгого повітроводу                                                    | Purple tick                     | Purple tick                         | Purple tick                                                        |
| Очищення дихальних шляхів за допомогою відсмоктувача                                       |                                 | Purple tick                         | Purple tick                                                        |
| Постановка ларингеальної маски / ларингеальної трубки                                      |                                 | Асистування                         | Purple tick                                                        |
| Інтубація трахеї                                                                           |                                 | Асистування                         | Purple tick                                                        |
| Хірургічне відновлення прохідності дихальних шляхів                                        |                                 | Асистування                         | Purple tick                                                        |
| Видалення стороннього тіла методом ларингоскопії з використанням щипців Маггіла            |                                 | Асистування                         | Purple tick                                                        |
| Дихання                                                                                    |                                 |                                     |                                                                    |
| Використання кисневої маски та назальної канюлі                                            | Purple tick                     | Purple tick                         | Purple tick                                                        |
| Штучна вентиляція легень за допомогою плівки-клапана чи кишенькової маски                  | Purple tick                     | Purple tick                         | Purple tick                                                        |
| Використання мішка типу Амбу/ручна вентиляція                                              | Purple tick                     | Purple tick                         | Purple tick                                                        |
| Апаратна штучна вентиляція легень з ручним тригером                                        |                                 | Моніторинг / асистування            | Purple tick                                                        |
| Апаратна штучна вентиляція легень в автоматичному режимі                                   |                                 | Моніторинг / асистування            | Purple tick                                                        |
| Капнографія                                                                                |                                 |                                     | Purple tick                                                        |
| Голкова декомпресія напруженого пневмотораксу                                              |                                 |                                     | Purple tick                                                        |
| Торакальний дренаж                                                                         |                                 |                                     | Моніторинг                                                         |
| Кровообіг                                                                                  |                                 |                                     |                                                                    |
| Вимірювання пульсу                                                                         | Purple tick                     | Purple tick                         | Purple tick                                                        |
| Мануальна серцево-легенева реанімація, у тому числі дитяча                                 | Purple tick                     | Purple tick                         | Purple tick                                                        |
| Непрямий масаж серця із використанням допоміжних пристроїв                                 |                                 | Асистування                         | Purple tick                                                        |
| Дефібриляція в автоматичному режимі                                                        | Purple tick                     | Purple tick                         | Purple tick                                                        |
| Дефібриляція в ручному режимі                                                              |                                 | Асистування                         | Purple tick                                                        |
| Кардіоверсія                                                                               |                                 | Асистування                         | Purple tick                                                        |
| Постановка черезшкірного водія ритму                                                       |                                 | Асистування                         | Purple tick                                                        |
| Масаж каротидного синусу                                                                   |                                 |                                     | Purple tick                                                        |
| Забезпечення периферичного внутрішньовенного доступу                                       |                                 | Асистування                         | Purple tick                                                        |
| Забезпечення внутрішньокісткового доступу                                                  |                                 | Асистування                         | Purple tick                                                        |
| Апаратні дослідження                                                                       |                                 |                                     |                                                                    |
| Ручне вимірювання артеріального тиску                                                      | Purple tick                     | Purple tick                         | Purple tick                                                        |
| Апаратне вимірювання артеріального тиску                                                   | Purple tick                     | Purple tick                         | Purple tick                                                        |
| Пульсоксиметрія                                                                            |                                 | Purple tick                         | Purple tick                                                        |
| Вимірювання рівня глюкози глюкометром                                                      |                                 | Purple tick                         | Purple tick                                                        |
| Підключення електродів 3-х, 4-х та 12-ти контактного електрокардіографа або кардіомонітора |                                 | Асистування                         | Purple tick                                                        |
| Часткова інтерпретація даних електрокардіограми                                            |                                 |                                     | Purple tick                                                        |
| Забір крові на аналіз                                                                      |                                 |                                     | Purple tick                                                        |
| Застосування лікарських засобів                                                            |                                 |                                     |                                                                    |
| Фіксована доза в автоінжекторі                                                             | Purple tick                     | Purple tick                         | Purple tick                                                        |
| Допомога пацієнту прийняти медикаменти                                                     | Purple tick                     | Purple tick                         | Purple tick                                                        |
| Введення ліків                                                                             |                                 |                                     |                                                                    |
| — інгаляційно                                                                              | Допомога пацієнту               | Допомога пацієнту                   | Purple tick                                                        |
| — перорально                                                                               | Допомога пацієнту               | Допомога пацієнту                   | Purple tick                                                        |
| — назально                                                                                 | Допомога пацієнту               | Допомога пацієнту                   | Purple tick                                                        |
| — ректально                                                                                |                                 | Асистування                         | Purple tick                                                        |
| — внутрішньовенно                                                                          |                                 | Моніторинг                          | Purple tick                                                        |
| — внутрішньокістково                                                                       |                                 | Моніторинг                          | Purple tick                                                        |
| Контроль центрального венозного доступу                                                    |                                 |                                     | Моніторинг                                                         |
| Інше                                                                                       |                                 |                                     |                                                                    |
| Екстрена евакуація пацієнтів                                                               | Purple tick                     | Purple tick                         | Purple tick                                                        |
| Переміщення пацієнтів                                                                      | Purple tick                     | Purple tick                         | Purple tick                                                        |
| Мануальна стабілізація шийного відділу хребта                                              | Purple tick                     | Purple tick                         | Purple tick                                                        |
| Використання шийного комірця                                                               | Purple tick                     | Purple tick                         | Purple tick                                                        |
| Мануальна стабілізація кінцівок                                                            | Purple tick                     | Purple tick                         | Purple tick                                                        |
| Тракція кінцівок                                                                           |                                 | Асистування                         | Purple tick                                                        |
| Допомога при пологах                                                                       | Purple tick                     | Purple tick                         | Purple tick                                                        |
| Допомога при ускладнених пологах                                                           |                                 | Асистування                         | Purple tick                                                        |

## США

### Історія
Концепція сучасної екстреної медичної служби США почалась розвиватись після публікації у 1966 звіту «Випадкова смерть та інвалідність: знехтуване захворювання сучасного суспільства», (або «Білої книги»). У цьому документі детально описані статистичні дані про дорожньо-транспортні пригоди, що призвели до травм і смерті в середині 1960-х років, а також про інші причини травми та смерті. У ньому також використовували статистику для підтвердження необхідності проведення реформ в США, особливо щодо освіти громадян та кількість навчань з СЛР та BLS / першої допомоги, які проходили поліцейські, пожежники та працівники служби екстреної медичної допомоги на той час.

### Сертифікація
У США, EMT сертифікують відповідно до їх навчального рівня. Окремі штати встановлюють власні стандарти сертифікації (чи ліцензування, у деяких випадках). Крім того, усі ЕМТ мають відповідати мінімальним вимогам, встановленим Національною адміністрацією безпеки дорожнього руху. Відповідно до рекомендацій Комітету з безпеки дорожнього руху Президента Ліндона Джонсона щодо формування національної агенції по екстрених медичних техніках для розробки та стандартизації вимог до їх навчання у 1970 було створено Національний реєстр екстрених медичних техніків (НРЕМТ).
Це приватна організація, яка пропонує сертифікаційні іспити, засновані на освітніх настановах Національної адміністрації безпеки дорожнього руху На даний момент іспити з НРЕМТ використовуються 46 штатами як єдина основа для сертифікації за одним або кількома рівнями сертифікації EMT Екзамен НРЕМТ складається оцінки навичок та огляду пацієнта, а також письмової частини.
Національна адміністрація безпеки дорожнього руху відрізняє наступні рівня осіб без лікарської освіти, що надають екстрену медичну допомогу:
- Екстрений медичний реагувальник
- Екстрений медичний технік
- Екстрений медичний технік розширеного рівня (англ. Advanced Emergency Medical Technician, AEMT)
- Парамедик

У США у екстреній допомозі діє сходинчаста освіта, так, що після певно навчання працівник може перейти з нижчого рівня кваліфакації на вищий.
Деякі штати відокремлюють окреме ліцензування в межах штату на рівень вище парамедика — Парамедик розширеної практики (англ. Advanced Practice Paramedic) або Парамедик інтенсивної терапії(англ. Critical Care Paramedic). Ці парамедики інтенсивної терапії, як правило, виконують транспортування важких пацієнтів, що потребує вмінь, що не входять до сфери звичайного парамедика. Додактово, EMT можуть отримати спеціальну сертифікацію як екстремального ЕМТ, екстремального парамедика, тактичного EMT, і авіаційного парамедика.

## Україна
У 2017 році в Україні в ході реформи швидкої (екстреної) медичної допомоги введено нову спеціальність — екстрений медичний технік. За терміном навчання та навичками вона відповідає ЕМТ-В.
Мінімальними вимогами до екстреного медичного техніка в Україні є:
- повна загальна середня освіта та підготовка за професією «Екстрений медичний технік»;
- наявність сертифіката про проходження навчання за програмою підготовки за професією «Екстрений медичний технік»;
- посвідчення водія відповідної категорії для керування автомобілем[24].

Термін навчання ЕМТ складатиме 3-4 тижнів, до яких входитиме навчання в класах і практичне відпрацювання навичок.
ЕМТ відповідно до покладених обов'язків:
- працює під керівництвом лікаря або парамедика;
- надає допомогу у складі бригади екстерної медичної допомоги;
- допомагає персоналу відділення екстреної медичної допомоги;
- взаємодіє з іншими медичними службами;
- оцінює зовнішнє середовище щодо можливих загроз для нього чи для інших людей;
- бере участь у медичному сортуванні
- оцінює стан пацієнта;
- обстежує пацієнта щодо невідкладних станів;
- проводить реанімаційні заходи;
- надає допомогу при побічних реакціях на лікарські засоби;
- допомагає при транспортуванні пацієнтів і перевозить пацієнтів до закладів охорони здоров'я;
- надає медичний супровід під час масових заходів, спортивних подій, інших заходів;
- керує автомобілем екстреної медичної допомоги, підтримує його у стані готовності, тощо[24]

На проходження тренування та сертифікацію водіїв екстреної медичної допомоги до рівня ЕМТ, фельдшерів ЕМД — до рівня парамедиків Міністерство охорони здоров'я визначило перехідний 5-річний період.
31 березня 2021 року на базі Бахмутського медичного фахового коледжу відбувся перший в Україні випуск студентів, які пройшли пілотне навчання за фахом «Екстрений медичний технік». 20 водіїв карет швидкої допомоги завершили тримісячне навчання на базі коледжу й надалі, у разі необхідності, зможуть як медичні техніки надавати екстрену медичну допомогу. Навчання та оснащення Центру екстрених медичних технік на базі Бахмутського коледжу усім необхідним – манекенами, витратними матеріалами, меблями, комп’ютерами та обладнанням для дистанційного навчання загальною вартістю 33 300 доларів США (921 878 гривень) – здійснено у межах Програми ООН із відновлення та розбудови миру за фінансової підтримки Європейського Союзу.